# Bertholdia flavidorsata
Bertholdia flavidorsata là một loài bướm đêm thuộc phân họ Arctiinae, họ Erebidae.